# New Zealand Open 1998
Die New Zealand Open 1998 im Badminton fanden vom 14. bis zum 16. August 1998 in Auckland statt.

## Sieger und Platzierte
| Disziplin    | Gold                          | Silber                                | Bronze                          |
| ------------ | ----------------------------- | ------------------------------------- | ------------------------------- |
| Herreneinzel | Geoffrey Bellingham           | Nick Hall                             | Stuart Brehaut                  |
| Herreneinzel | Geoffrey Bellingham           | Nick Hall                             | Nathan Malpass                  |
| Dameneinzel  | Li Feng                       | Rhona Robertson                       | Amanda Carter                   |
| Dameneinzel  | Li Feng                       | Rhona Robertson                       | Sheree Jefferson                |
| Herrendoppel | Dean Galt Daniel Shirley      | Anton Gargiulo Nick Hall              | Geoffrey Bellingham Jarrod King |
| Herrendoppel | Dean Galt Daniel Shirley      | Anton Gargiulo Nick Hall              | Peter Blackburn Nathan Malpass  |
| Damendoppel  | Tammy Jenkins Rhona Robertson | Larisa Kishore Sara Runesten-Petersen | Rebecca Gordon Lianne Shirley   |
| Damendoppel  | Tammy Jenkins Rhona Robertson | Larisa Kishore Sara Runesten-Petersen | Amanda Carter A’E Wilson        |
| Mixed        | Dean Galt Tammy Jenkins       | Grant Walker Sara Runesten-Petersen   | Peter Blackburn Rhonda Cator    |
| Mixed        | Dean Galt Tammy Jenkins       | Grant Walker Sara Runesten-Petersen   | Daniel Shirley Sheree Jefferson |